# Triersches Institut

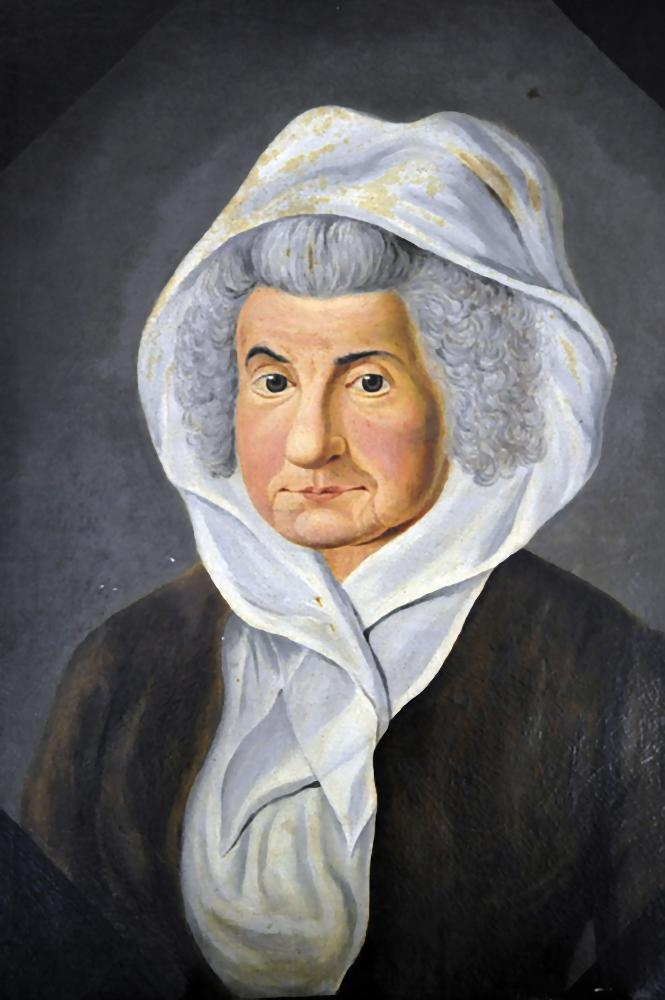
Rahel Amalia Augusta Trier, die Stifterin des Trierschen Instituts

Das Triersche Institut war die Hebammenschule der Universität Leipzig. Heute ist die Bezeichnung Namensbestandteil ihrer Nachfolgeeinrichtung, der Klinik und Poliklinik für Frauenheilkunde – Triersches Institut. Diese ist Teil des Universitätsklinikums Leipzig. Das Triersche Institut entstand auf der Grundlage einer testamentarischen Stiftung von Rahel Amalia Augusta Trier (1731–1806), durch die die Universität ein Grundstück für die Errichtung einer Einrichtung zur Hebammenausbildung erhielt. 1810 zunächst als Accoucher-Institut gegründet, wurde das Triersche Institut 1892 zur gynäkologischen Klinik erweitert.

## Geschichte

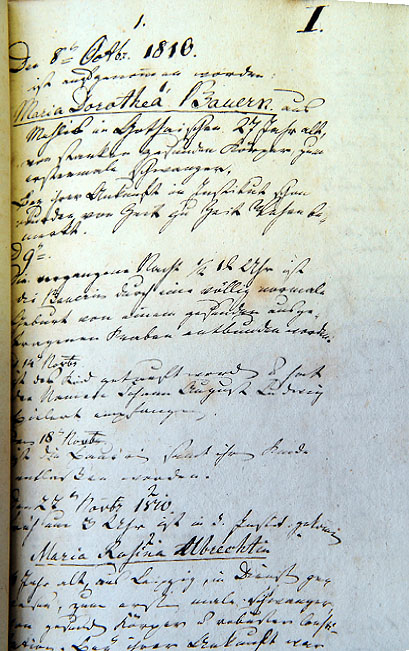
Der erste Eintrag im ersten Entbindungsbuch von der Hand Direktor Jörgs zur ersten Geburt in der Nacht zum 9. Oktober 1810

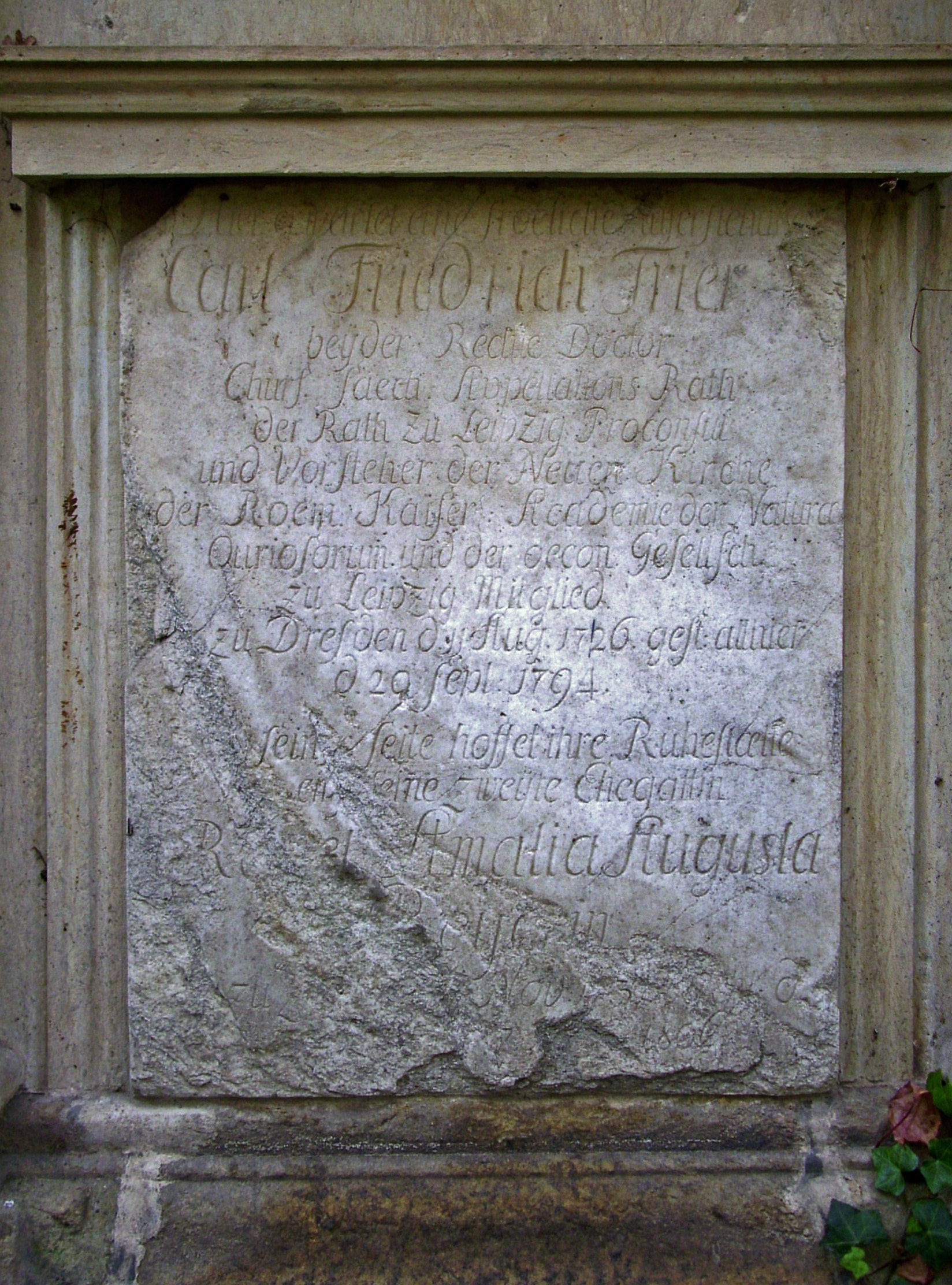
Grabtafel des Ehepaares Carl Friedrich und Rahel Amalia Augusta Trier auf dem Alten Johannisfriedhof in Leipzig

Der „Stadt-Geburtshelfer“ und Dekan der Medizinischen Fakultät Johann Carl Gehler konnte ein verwandtes kinderloses Ehepaar, den Appellationsgerichtsrat Carl Friedrich Trier (1726–1794), Sohn des kurfürstlich-sächsischen Hof- und Bergrates Philipp Friedrich Trier und Neffe des Leipziger Bürgermeisters Carl Friedrich Trier und seit 1766 Mitglied der Freimaurerloge Minerva, und seine zweite Ehefrau Rahel Amalia Augusta Trier, geborene Beyer zu Staude, für eine Anstalt zur Hebammenausbildung begeistern. Zurückgehend auf eine gemeinsame Vereinbarung mit ihrem Mann vermachte die verwitwete Augusta Trier in ihrem am 12. September 1797 datierten, 1803 durch ein Kodizill erweiterten und 1806 bestätigten Testament im Falle ihres Ablebens ihren „allhier vor dem Petersthore am Ende des Glitschergäßchens […] gelegenen Garten nebst den dazugehörigen Gebäuden und der Wiesen, Blumen, Orangerie, Kübeln und allen Gerätschaften [… der] löblichen Universität Leipzig.“ Der etwa 11 Hektar große Triersche Garten, der einem Sachwert von etwa 60.000 Talern entsprach, befand sich etwa an der Stelle von Simsonplatz und Wächterstraße (→ Karte). Sie legte fest, dass die Universität ein von der Medizinischen Fakultät zu entwerfendes und unter deren Aufsicht stehendes Hebammeninstitut schaffen sollte, in welchem „schickliche und fähige […] Weiber unentgeltlich Unterricht in Allem, was ihnen bey einer natürlich zu erfolgenden Geburt und Entbindung einer kreisenden Person zu thun oder zu meiden ist […]“ erhalten sollten. Die Geburtshilfeschule sollte ebenso wie ihre Nachfolgeeinrichtungen „zu dem fortdauernden Andenken unserer Familie das Triersche Institut“ genannt werden. Drei Wochen nach dem Tod der Stifterin erfolgte am 22. Mai 1806 die Übergabe des Grundstücks an die Universität. In dem großen Gartengelände, das auch zwei Teiche enthielt, richtete die Universität den Botanischen Garten ein.
Aus bereits früher gestifteten Legaten, den Verfügungen des Sächsischen Hofrats und Prokonsuls Johann Wilhelm Richter († 1799, 1.333 Taler) und des Buchhändlers und Inhabers der Gleditschschen Verlagsbuchhandlung Christian Andreas Leich († 1803, 20.000 Taler) kam das erforderliche Geld für die Institutsgründung. Ermöglicht wurde so zusammen mit Triers Vermächtnis die Errichtung des neuen Trierschen Instituts, das am 8. Oktober 1810 eingeweiht wurde, nachdem am Vortag die Entbindungsanstalt mit einer Kapazität von sechs Betten eröffnet worden war. Das erste Kind, ein Junge, kam bereits in der Nacht zum 9. Oktober 1810 zur Welt. Erster Direktor des Trierschen Instituts wurde Johann Christian Jörg, der erste Ordinarius für Frauenheilkunde an der Universität Leipzig, für seine Besoldung kam König Friedrich August I. mit jährlich 300 Talern auf. Jörgs Assistent war bis 1813 der junge Arzt Carl Gustav Carus. Der spätere Leiter der Hebammenschule Dresden, Professor für Geburtshilfe, Universalgelehrter und Künstler, gehört zu den bedeutendsten Persönlichkeiten, die am Trierschen Institut tätig waren.
Der Garten in der Pleißeniederung war sehr sumpfig, was nach damaligen Vorstellungen Erkrankungen verursachte. So erfolgte im September 1828 eine Verlegung des Trierschen Instituts in das Gebäude Grimmaischer Steinweg No. 1294 (napoleonische Nummerierung), in dem sich zuvor Privatwohnungen befunden hatten (→ Karte). Das alte Grundstück mit dem Botanischen Garten wurde bis 1909 mit dem Reichsgerichtsgebäude, der Universitätsbibliothek, dem Konservatorium und der Kunstakademie bebaut.
Als immer mehr Schwangere wegen Raummangels nicht mehr aufgenommen werden konnten, wurde am 18. Juni 1852 der Grundstein für einen mehrstöckigen Bau in der Dresdner Straße 8, wie der Grimmaische Steinweg vorübergehend hieß, gelegt. Der Architekt war Albert Geutebrück. Das Quergebäude mit der Front zur Johannisgasse sowie ein Hörsaal konnten bereits am 1. August 1853 eröffnet werden. Die Bettenanzahl verdoppelte sich auf 24.
Nach dem Tode Jörgs 1856 wurde Carl Siegmund Franz Credé Direktor. Unter Credés Leitung erlebte die Klinik einen großen Aufschwung und erlangte den Ruf, eines der modernsten Lehrinstitute in der Geburtshilfe und zunehmend auch der Frauenheilkunde zu sein. Nach Zustimmung des Königlich Sächsischen Ministeriums des Kultus und öffentlichen Unterrichts gliederte er die 1849 von Heinrich Friedrich Germann (1820–1878) gegründete geburtshilfliche Poliklinik der Hebammenschule an. Die Zahl der Entbindungen stieg auf ca. 300 pro Jahr und nahm ständig zu. 1878 vergrößerte er das Institutsgebäude und erweiterte das Fachgebiet von der reinen Geburtshilfe zur Frauenheilkunde, was durch die erteilte Erlaubnis möglich wurde, „solche gynäkologischen Fälle, welche für den Unterricht wichtig sind, in das Institut aufzunehmen“. Credé führte als einer der Ersten gynäkologische Operationen durch.
Zu Beginn der 1880er Jahre hatte sich Credé wegen Platzmangels und zur Verbesserung der räumlich-technischen Bedingungen für den Neubau einer Klinik in dem sich um das 1871 eröffnete Krankenhaus St. Jakob bildenden „Medizinischen Viertel“ eingesetzt. Eine fortschreitende Krankheit zwang ihn jedoch zur Aufgabe seiner Ämter. Sein Nachfolger wurde 1887 Paul Zweifel, der den Bau der neuen Klinik vorantrieb, welche in der Stephanstraße 11 errichtet wurde (→ Karte). Diese konnte 1892 eingeweiht werden. Sie war von Arwed Roßbach entworfen worden und galt für ihre Zeit als Musterbau einer Frauenklinik. Mit dem Umzug in den Neubau erfolgte auch die Umbenennung in Universitätsfrauenklinik (Triersches Institut). Mit den neuen baulichen Einrichtungen und Paul Zweifel an der Spitze des Operationsteams profilierte sich die Klinik als ein Zentrum der operativen Gynäkologie. Von 1892 bis 1910 wurden über 4.000 gynäkologische und geburtshilfliche Operationen durchgeführt.

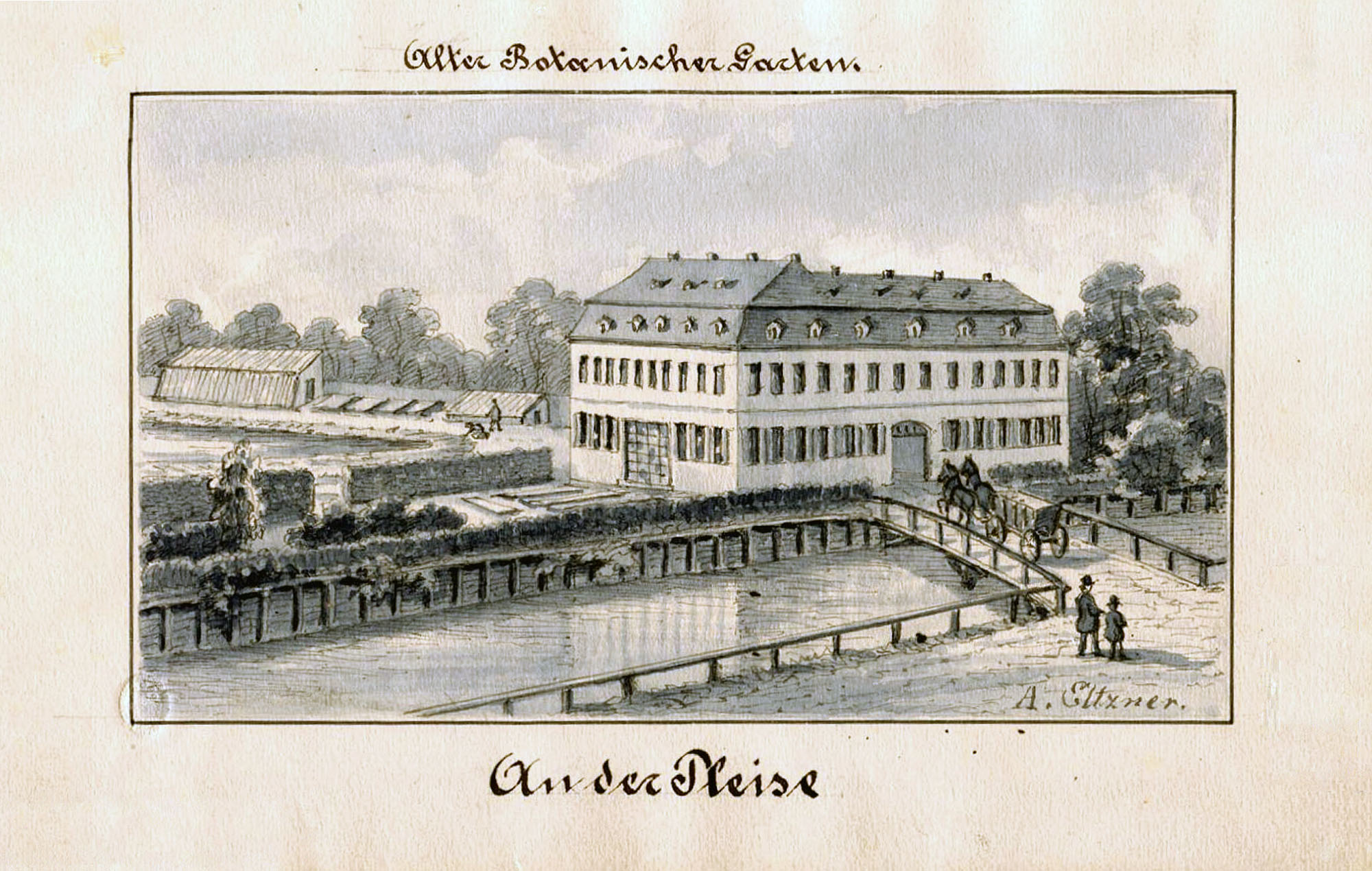
Das erste Triersche Institut im alten Botanischen Garten
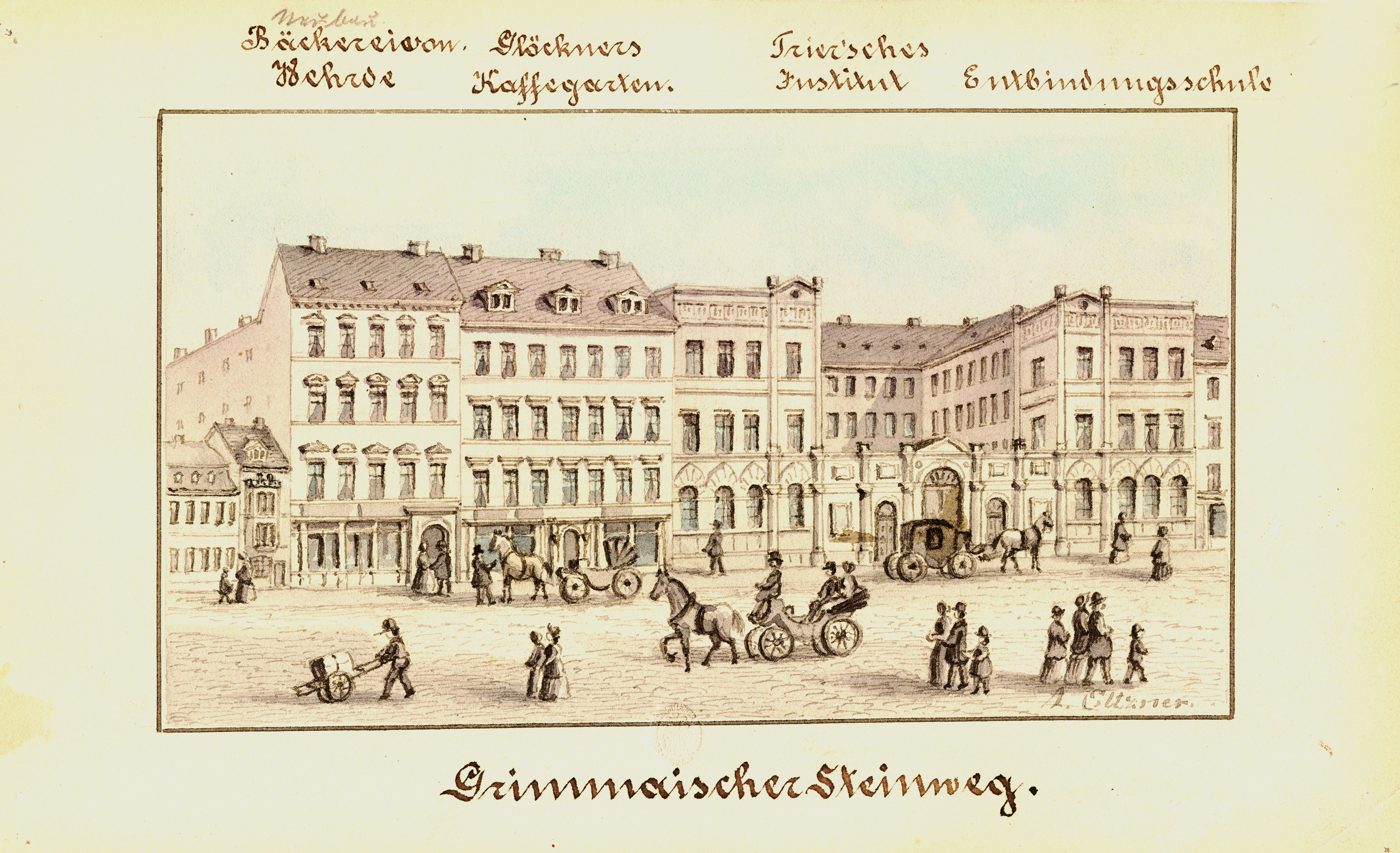
Das Triersche Institut im Grimmaischen Steinweg
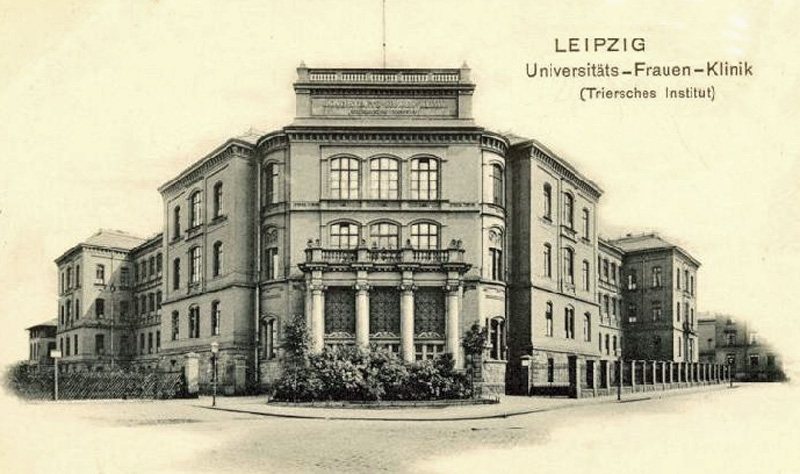
Die Frauenklinik an der Stephanstraße
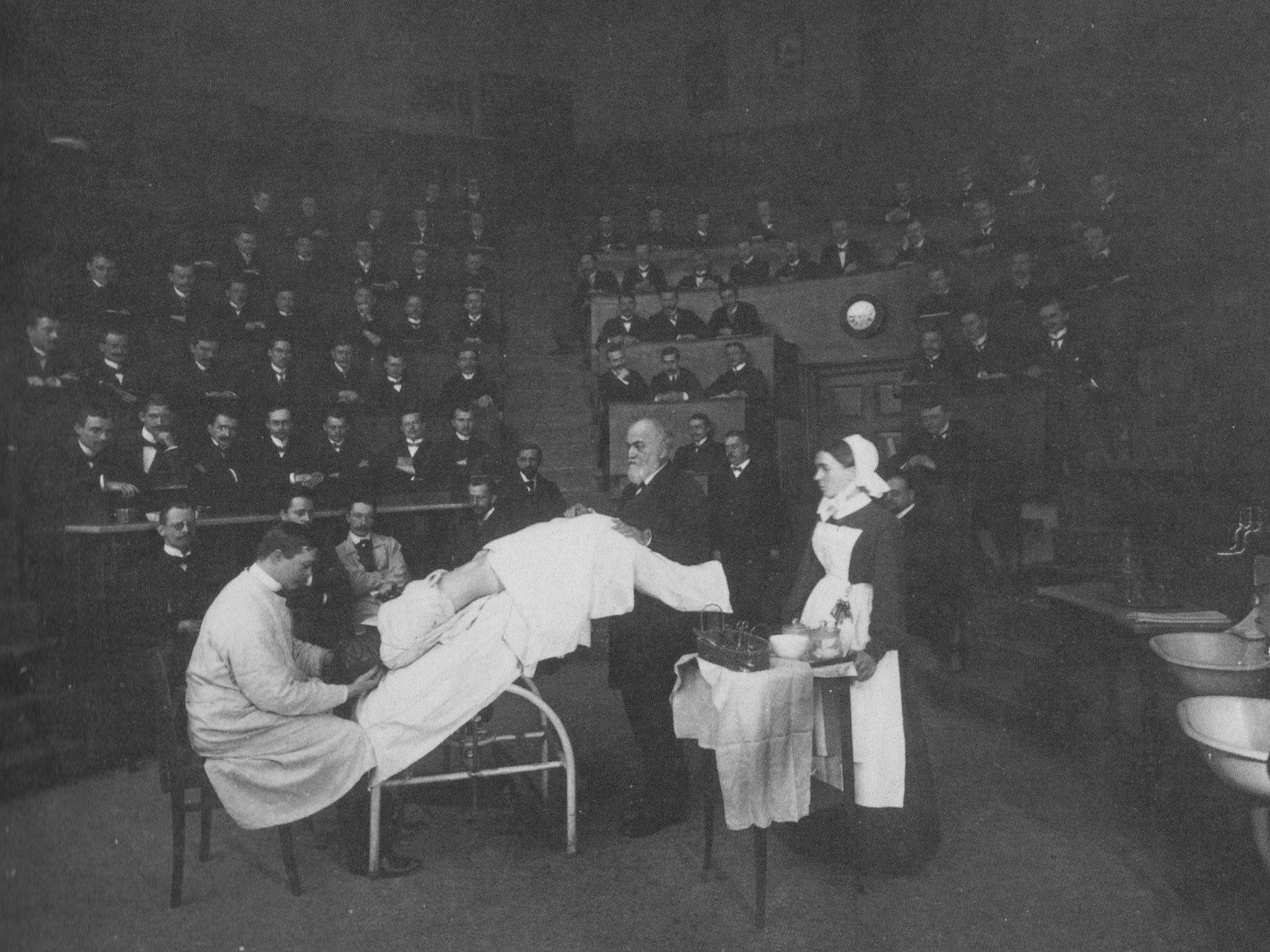
Demonstration im Hörsaal der Frauenklinik, 1905
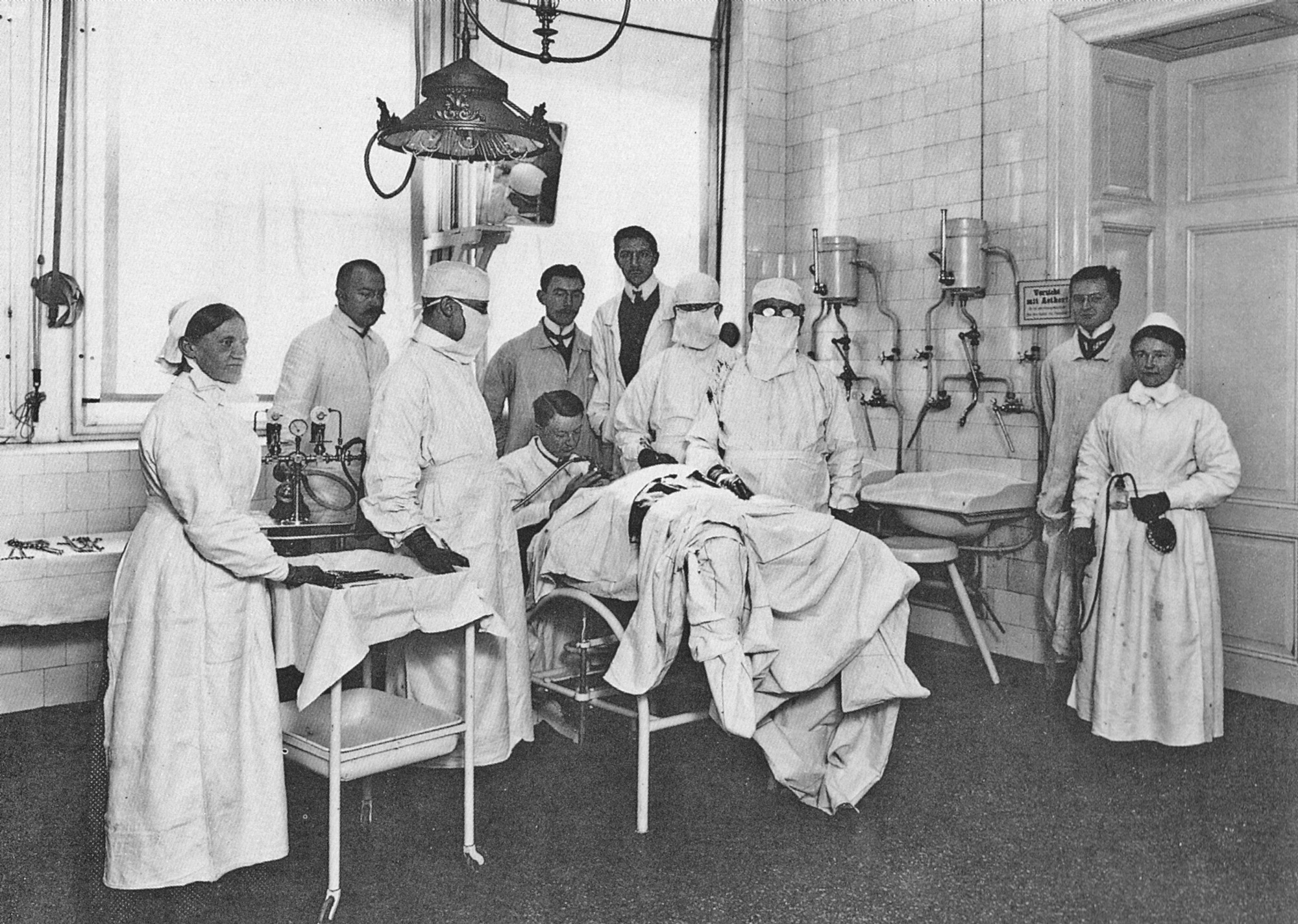
Im OP der Frauenklinik, 1905

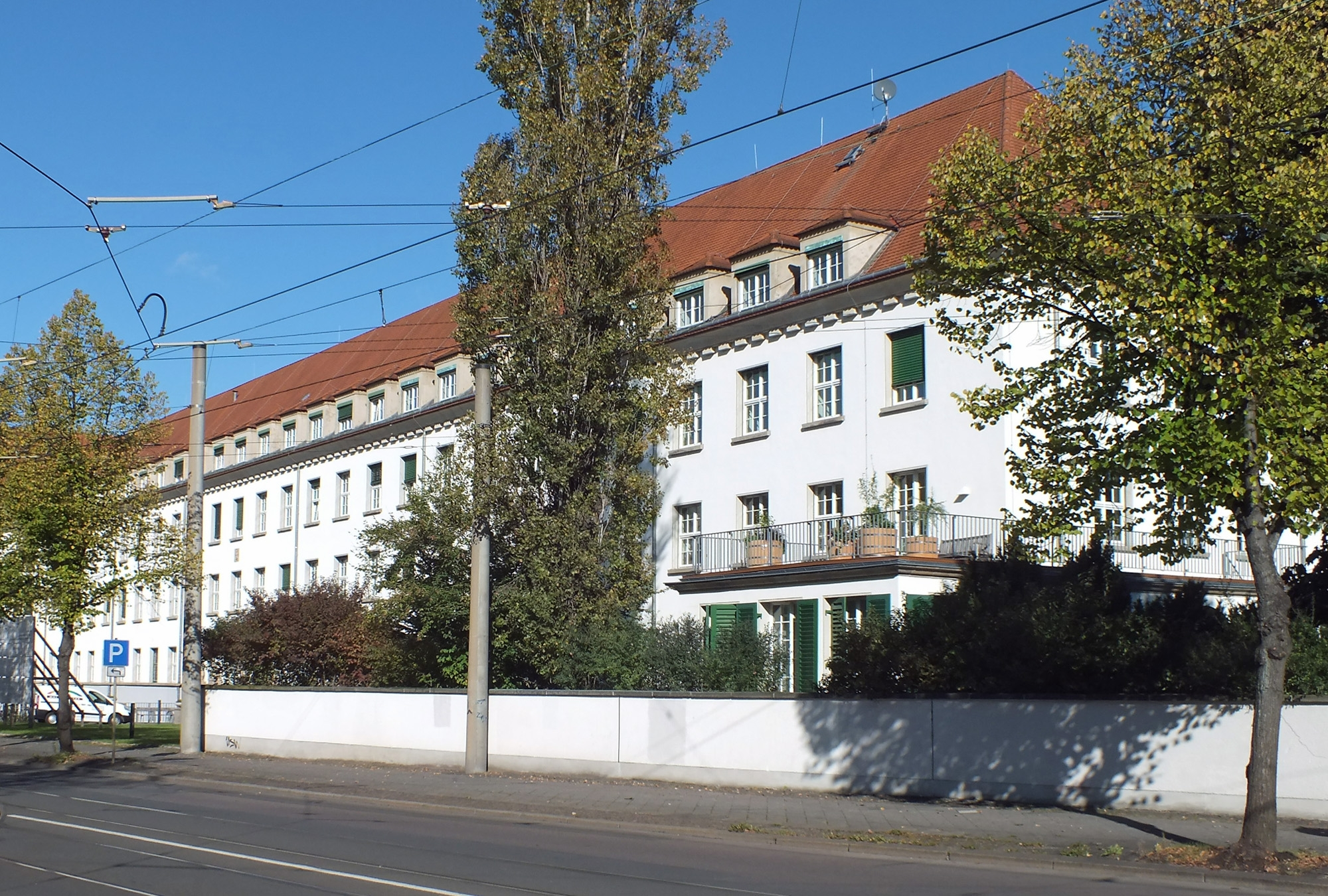
Das Gebäude der Frauenklinik 1928–2007 in der Philipp-Rosenthal-Straße

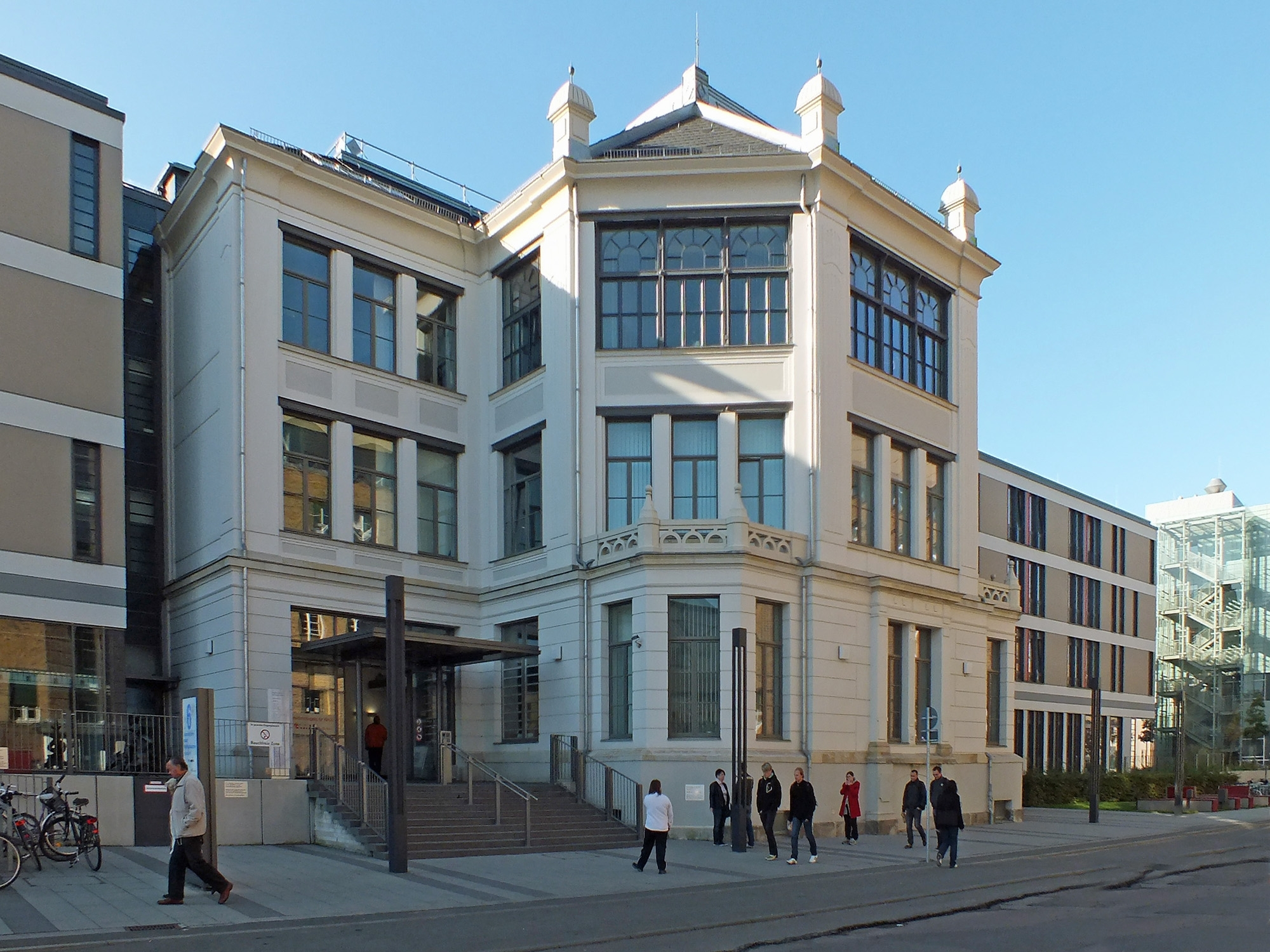
Die Frauenklinik, seit 2007 im „Zentrum für Frauen- und Kindermedizin“ in der Liebigstraße

Nach 34-jähriger Amtszeit ging Paul Zweifel 1921 in den Ruhestand. Die Universität Leipzig war als Nachfolger Zweifels an dem damals namhaftesten Gynäkologen Deutschlands, Walter Stoeckel, interessiert. Dieser machte die Zusage seiner Berufung aber vom Bau einer neuen modernen und noch größeren Klinik abhängig, denn das Gebäude in der Stephanstraße entsprach nicht mehr den wissenschaftlichen Anforderungen und der weiter wachsenden Patientenzahl.
Deshalb wurde 1922 mit dem Bau der neuen Frauenklinik begonnen. Die vierte Heimstatt des Trierschen Instituts, eine Dreiflügelanlage mit einem parkähnlichen Innenhof, erstreckte sich über die Grundstücke Philipp-Rosenthal-Straße 55–57, Karl-Siegismund-Straße 12–16 und Semmelweisstraße 14 (→ Karte). Stoeckel hat mit großer Intensität den Bau der Klinik auch während der Inflation vorangetrieben, konnte aber die Früchte seiner Arbeit nicht ernten, da er 1926 noch vor ihrer Fertigstellung einem Ruf an die Charité Berlin folgte. Am 30. Juni 1928 wurde der Neubau eröffnet. Architekt des Baus im Stil der Neuen Sachlichkeit war Oskar Kramer. Mit 340 Betten auf sieben Stationen, mehreren Kreißsälen und über 100 Neugeborenenbetten war die Einrichtung damals die größte und modernste europäische Frauenklinik. Direktor war nun Hugo Sellheim. Das Gebäude in der Stephanstraße wurde durch einen Anbau von Hubert Ritter 1927 zur Hautklinik ergänzt.
Bei dem Luftangriff auf Leipzig am 4. Dezember 1943 wurden Teile der Klinik getroffen. Das Dachgeschoss des B-Flügels, der Hörsaal und ein Teil des OP-Traktes wurden zerstört. Direktor der Klinik war zu dieser Zeit Robert Schröder und blieb es bis auf eine kurze Enthebungszeit auch nach dem Zweiten Weltkrieg, obwohl er in das NS-Regime involviert gewesen war. Neben seiner ärztlichen Tätigkeit, die insbesondere der Bekämpfung von Krebserkrankungen galt (Früherkennung durch regelmäßige Vorsorgeuntersuchungen, Kolposkopie, Zytologie, Zentralisierung der Therapie (Operation, Bestrahlung) und eine kontinuierliche Nachsorge sowohl medizinisch als auch sozial), war er maßgeblich auch an gesetzgeberischen Fragen des ostdeutschen Gesundheitssystems beteiligt (Verordnung über die Meldung von Geschwulsterkrankungen, Gesetz über den Mutter- und Kinderschutz und die Rechte der Frau).
Seine Nachfolger hatten besonders mit den aus der Politik der DDR resultierenden Problemen (Ärztemangel, Materialengpässe) zu kämpfen, leisteten aber auch medizinisch Bemerkenswertes.  Klinikdirektor Norbert Aresin richtete sein Augenmerk auf die medizinischen und sozialen Probleme der Frauen. Er richtete in der Klinik eine Ehe- und Sexualberatung ein, die seine Ehefrau, die Professorin für Neurologie und Psychiatrie Lykke Aresin über lange Zeit leitete. Unter Aresins Nachfolger Karl Bilek kam am 15. Dezember 1985 das erste durch In-vitro-Fertilisation gezeugte Zwillingspaar in Leipzig zur Welt.
Nach der Wende wurden die überfälligen Sanierungen möglich. Bei laufendem Betrieb wurde die Klinik über einen Zeitraum von 15 Jahren für umgerechnet rund 35 Mio. Euro komplett saniert. Ein westlich angebauter neuer Gebäudeteil mit OP-Trakt und Kreißsaal wurde im April 2004 in Betrieb genommen. Es waren aber auch, z. T. durch den Geburtenrückgang bedingt, Kapazitätskürzungen erforderlich.
Im März 2005 erfolgte im Rahmen der Zentrenbildung für kurze Wege zwischen einzelnen Kliniken die Grundsteinlegung für ein neues „Zentrum für Frauen- und Kindermedizin“ in der Liebigstraße 20a (→ Karte). Unter Einbeziehung des ursprünglich zum Abriss freigegebenen, dann jedoch denkmalgerecht sanierten Zentralbaus der alten chirurgischen Klinik von 1900 errichtete der Architekt Martin Richter vom Dresdner Büro Wörner + Partner ein neues Ensemble, in das am 3. August 2007 die Klinik und Poliklinik für Frauenheilkunde – Triersches Institut und die Klinik und Poliklinik für Kinder- und Jugendmedizin gemeinsam einzogen. In das Gebäude in der Philipp-Rosenthal-Straße zog das im Oktober 2006 gegründete Translationszentrum für Regenerative Medizin (TRM) ein.

## Leitung der Klinik
- 1810–1856: Johann Christian Jörg
- 1856–1887: Carl Siegmund Franz Credé
- 1887–1921: Paul Zweifel
- 1921–1926: Walter Stoeckel
- 1926–1935: Hugo Sellheim
- 1936–1957: Robert Schröder
- 1958–1971: Norbert Aresin
- 1971–1973: Heinz Spitzbart (kommissarisch)
- 1974–1997: Karl Bilek
- 1997–1998: Henry Alexander (kommissarisch)
- 1998–2017: Michael Höckel
- seit 2017: Bahriye Aktaş